# سيرو الهملايا
سيرو الهملايا أو ساروية الهملايا (الاسم العلمي: Capricornis thar) حيوان ثديي وهو أحد أنواع السيرو الستة. متوطن في جبال الهملايا وشرق وجنوب شرق بنغلاديش. وهو من الأنواع المهددة بالانقراض بسبب الصيد من أجل الغذاء وخسارة موطنه.